# Даниела Агре
Даниела Агре е българска археоложка, специализирала в областта на тракийската археология. Тя е известна с проучванията си за живота и бита на тракийското племе одриси. Ръководи археологически разкопки основно в югоизточна България. Близо две десетилетия ръководи разкопките на надгробните могили в селата около Елхово и Болярово.